# Оказіоналізм (філологія)
Оказіоналі́зми (авторський неологізм) — мовленнєві одиниці, які утворюються за стандартними та новими словотвірними моделями, з характерним експресивним забарвленням та індивідуальним характером.
Оказіоналізми рідко переходять у загальновживану лексику, і в цьому полягає їхня основна відмінність від загальних неологізмів. Вони зазвичай надовго зберігають забарвлення образності та індивідуальності й доречні тільки в окремих творах, де виконують певну художню функцію — є експресемами — навмисно створені (оказіональні) виражальні засоби (друга суттєва відмінність оказіоналізмів від неологізмів).
Хоча бувають й винятки (наприклад, до загальновживаного словника ввійшли такі новотвори майстрів слова, як мрія, майбутнє, крок (М. Старицького), поступ, чинник (І. Франка), незграбний, окремий (В. Винниченка), розкрилитися (М. Рильського) та всніжитися (М. Стельмаха). Індивідуально-авторські новотвори повинні бути зрозумілими, образними, органічно поєднувати у собі загальномовні й індивідуальні, суб'єктивні ознаки.

## Способи творення оказіоналізмів
Традиційно виділяються три основні способи утворення оказіоналізмів:
I. Використання афіксальних засобів, притаманних даній мові;
Твірною основою може виступати будь-яка частина мови. Словотвірними формантами виступають всі афікси: префікси, суфікси, конфікси. 

Наприклад:
- дієслівна основа + преф. з/ пере/ роз/ від/ до/ про/ під: переснідав, віднотовували, підстосовувалися, зроджувалися, проринали.
- дієслівна основа + конфікси: преф. пере/ об/ від/ у/ по/ роз і суф. и: пересміювати, поскромити, розокремити, обінтілегентити.
- іменникова основа + суф. івк/ств/ ович/ц/ анн/ енн/ ізм/ ість: кислівка, сметанівка, бабусівство, вискакович, репатріація, комбанування, омедлення, подонкізм, криводушність.
- іменникова основа + преф. анти/ не/ без/ суб/ ви/ екстра: антиголос, безрозум, немова, антипапа, субмісія, виученик, екстраноги.
- прикметник = прийменник + іменник + суф. н/ськ: безобрійне, безшляха, донебесні, дониконівські, понадрейнські, понаднаукові.

II. Семантичне переосмислення вже наявних у мові слів, висловів, фразеологізмів або морфем;
Фразеологічною контамінацією (від. лат. contaminatio — змішування) це схрещування в одному виразі двох чи кількох фразеологізмів. Письменник залучає контамінацію у тих випадках, коли фразеологічні джерела, які приваблюють його влучністю та образністю, не задовольняють традиційністю, узвичаєністю вживання або не відповідають цілям мовної економії.

Наприклад, фразеологізм правда очі коле, контамінуючись із фразеологізмом болюче місце, у новій формі (колючо-болюча Бешиха) набувають нового, фразеологічно зумовленого значення. Пор. у контексті: Взяли підвищені зобов'язання. А дітей мало. Бешихо колючо-болюча, тут тобі не стоять, кості не ламать… Всі, як один (ВЗР: 389).

Дієслівні фразеологізми головним чином виникають при заміні одного з компонентів загальновживаного дієслівного фразеологізму іншим, ще не усталеним у цьому виразі словом: на основі фразеологізму ловити ґав (у зн. «бути неуважним») формується новотвір ловити горобців. Створений таким чином варіант залишається близьким за своїм значенням до фразеологічного звороту.
На основі фразеологічного натяку утворюється ряд оказіоналізмів, які мають такі набільш регулярні типи значеннєвих відтінків:
- Підсилення ознаки — сиво-сива давнина (ВЗР: 14). Тут набуває здатності окремого відтворення фразеологізм сива давнина.
- Найвищий ступінь вияву ознаки — з найдавніших-давнин (Д: 220). Цю своєрідну форму фразеологічного звороту письменник добирає на противагу загальновживаній в українській мові з давніх-давен.
- Актуалізація синонімічних конотацій — пустоголово воювати (ТМ: 194). Створений таким чином варіант залишається близьким за своїм значенням до фразеологічного звороту порожня голова. Тут можливі також мотивації іншим, близьким за значенням фразеологізмом вітер у голові. Пор. у контексті: — У тебе вітер в голові, а моя голова має на все свою теорію. На війні ти давно? — З першого дня. — А толку ніякого. Дурне діло — отак пустоголово воювати.
- Абстрагування значення — тудисюдність (Д: 106). Моделлю для цієї трансформації послужив фразеологізм туди й сюди, який також увійшов у контекст, пор.: Їх носило по торгу туди й сюди, хрест-навхрест, і в свавільній тудисюдності кружляло так, що несила було розібрати.
- Характеризувальний відтінок — справоздавці (ЯБ: 11). Фразеологізм здавати собі справу, який послужив основою для трансформації, не має такої виразної пейоративної конотації, як оказіоналізм. Пор. у контексті: Мене нищили в своїх писаннях усі справоздавці мого часу.
- Виділення ознаки слова на тлі фразеологічно зумовленого значення — лизозади (Д: 536). Форма лизозади виникла на базі дієслівного фразеологічного звороту лизати руки (ноги, п'яти) або лизати халяви. Пор. у контексті: Князь повинен усе життя крутитися поміж отакими лизогубами й лизозадами, як ото їдуть за ним.
- Метафоричне перенесення значення, напр.: …аж схитнувся наперед туди, звідки насмішкувато видивлялася на нього чорними пустими очодолами крейдяно-бліда коняча голова і шкірила зуби, мов сама смерть (Д: 46). Пор.: фраз. білий, як крейда → вільне словосполучення блідий, як крейда → оказ. крейдяно-бліда.
- Конотація урочистості: Замикали похід бранців таємничо-загрозливі люди (Д: 305). Тут оказіоналізм таємничо-загрозливі містить натяк на усталений вираз таїти в собі загрозу.

III. Актуалізація іншомовних елементів, а також елементів нелітературного просторіччя, територіальних діалектів, професійних і соціальних жаргонів тощо.

Ремініценсії — навмисне повторений чужий мовний елемент у новому контексті (нерідко і в новій зовнішній формі складного слова, який несе додаткове семантико-стилістичне та ідейне навантаження, і стає основою поетичного ефекту. Такі утворення породжують експресію іронії та зневаги, яка, з одного боку, пов'язується з семантикою та дериваційною структурою окремих компонентів складного слова, а з іншого — із загальною семантикою чужого словесного образу.

Наприклад: «Іліада» — поема про Іліон (Трою), «Жмакіада» — поема про «районного уповноваженого товариша Жмака»; епопея — художній твір, у якому широко й різнобічно зображено великі історичні події, козоепопея — «невеликий за обсягом розділ роману, в якому поставлено проблему „героїчного громадянина, що їхав три доби в вагоні з голодними козами“».

Поодинокі утворення з трьох і більше основ відзначаються яскраво вираженою нарочитістю та винятковою експресивністю й поза межами контексту, напр.: готично-мінаретно-степова, сирумукимасла, інститут Проектокоровомолокофермодоїння тощо. У таких випадках оказіональність надскладних слів спирається водночас і на зовнішню, і на внутрішню форму цих утворень. Це буває тоді, коли: 

- Складники композита неоднакові за стильовою приналежністю, тобто утворюють внутрішній різностильовий контраст: — Ти хотів у корпусну артилерію, а потрапив у протитанкову. Як наш Козак: їхав у берегову, а опинився в сухопутно-смертоубийственній (НО: 308); Хіба ж не розповідають, що в науково-дослідному інституті Проектокоровомолокофермодоїння вже спроектовано ферму майбутнього, яка їстиме тільки концентровані корми і даватиме тільки концентровану продукцію (ВЗР: 270); абстрактно-безглуздо-філософський висновок (ПЗТ: 468).
- Складники композита утворюють внутрішній семантичний контраст, який ґрунтується на соціальній градації об'єкта називання: Ось тут він піднявся над єфрейторсько-унтер-офіцерським світоглядом, над віками! (НО: 272); …і з цими студентко-викладачко-доцентами квапимося на побачення (ЗПВ: 227).
- Трикомпонентні утворення, які формуються на основі загальномовних двокомпонентних складних слів, логічно співвідносних із третім компонентом, пор.: кам'яновугільний басейн → кам'яновугільно-залізничний дух (Ю: 23); висока зарплата → високозарплатне становище (ЗПВ: 38). Їх оригінальний і разом з тим прозорий зміст точно розрахований на естетичну свідомість людей даної історичної епохи.